# Stara Synagoga w Nowym Sączu
Stara Synagoga w Nowym Sączu – drewniana synagoga znajdująca się w Nowym Sączu, przy obecnej ulicy Berka Joselewicza 12, w pobliżu zamku królewskiego.
Została zbudowana na początku XVIII wieku, dzięki przywilejowi starosty nowosądeckiego Jerzego Pawła Lubomirskiego z dnia 3 lutego 1699 roku. Najprawdopodobniej spłonęła podczas pożaru przed 1746 rokiem. Na jej miejscu wzniesiono nową, murowaną.